# Massonia depressa

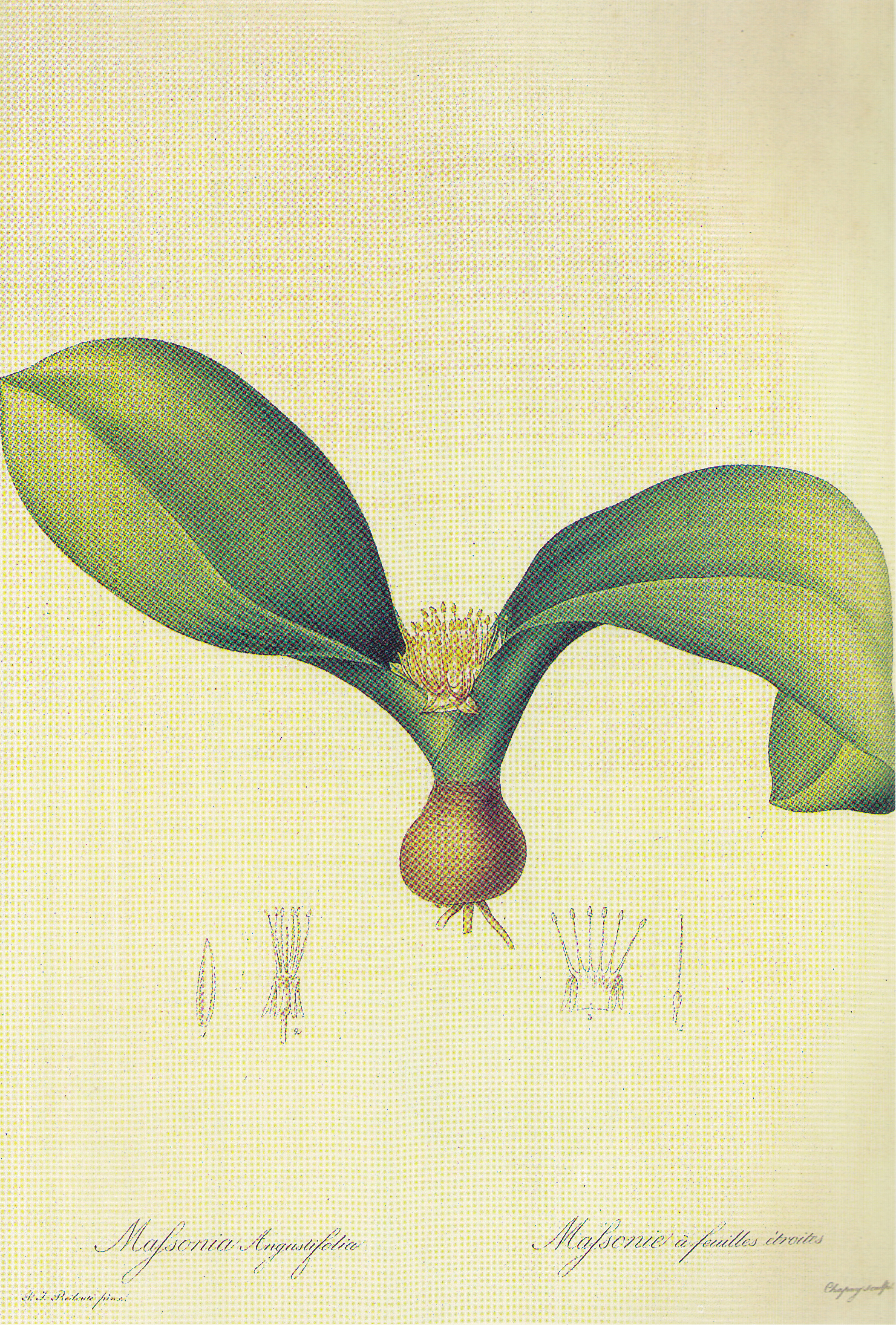
Abbildung in Pierre-Joseph Redoutés Les Liliacées

Massonia depressa ist eine Pflanzenart der Gattung Massonia in der Familie der Spargelgewächse (Asparagaceae). Das Artepitheton depressa stammt aus dem Lateinischen und bedeutet ‚niedergedrückt‘.

## Beschreibung
Massonia depressa ist ein sukkulenter Geophyt, der mit kugelförmigen Zwiebeln mit einem Durchmesser von bis zu 4,5 Zentimeter wächst. Die weißen Zwiebelschuppen sind fleischig. Die zwei gegenständig angeordneten, an den Boden gedrückten Laubblätter sind grün und besitzen violette Flecken. Ihre fleischige, längliche bis rundliche Blattspreite ist bis zu 26 Zentimeter lang und 15 Zentimeter breit. Oft sind die Blätter jedoch kleiner.
Der dichte, kopfige Blütenstand ist bis zu 30-blütig. Die Brakteen an der Basis sind groß und umgeben den Blütenstand. Die grünen Blüten sind kurz gestielt.
Die Chromosomenzahl beträgt 2n = 26.

## Systematik und Verbreitung
Massonia depressa ist in Südafrika von der Provinz Ostkap bis zur Provinz Freistaat in der Sukkulenten-Karoo verbreitet.
Die Erstbeschreibung durch Maarten Houttuyn wurde 1780 veröffentlicht.
Synonyme sind Massonia latifolia L.f. (1782), Massonia coronata Jacq. (1804), Massonia obovata Jacq. (1804), Massonia sanguinea Jacq. (1804), Massonia grandifolia Ker Gawl. (1807), Massonia grandiflora Lindl. (1826), Massonia brachypus Baker (1874), Massonia namaquensis Baker (1897) und Massonia triflora Compton (1931).

## Nachweise